# Janina Macherska

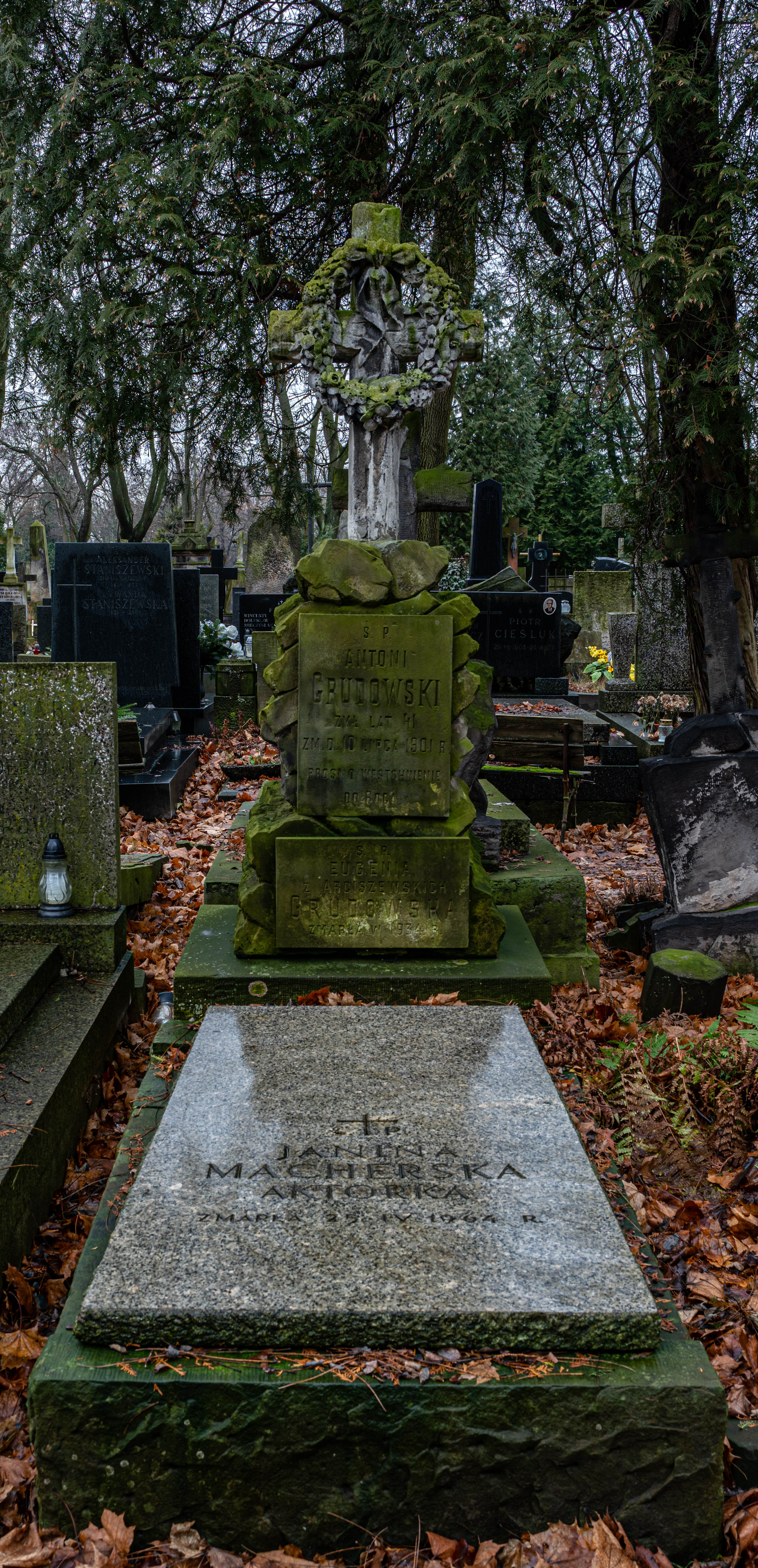
Grób Janiny Macherskiej na cmentarzu Powązkowskim

Janina Macherska (ur. 16 czerwca 1895 w Warszawie, zm. 25 kwietnia 1964 tamże) – polska aktorka teatralna i filmowa.

## Życiorys
Urodziła się w rodzinie Antoniego Grudowskiego (1860–1901) i Eugenii z Arciszewskich (zm. 1934). Ukończyła szkołę średnią S. Tołwińskiej w Warszawie. Uczęszczała do klasy dramatycznej przy Warszawskim Towarzystwie Muzycznym, którą ukończyła z odznaczeniem w 1913. Debiutowała w Warszawie, gdzie początkowo była związana ze scenami kabaretowymi m.in. Qui Pro Quo. Od 1919 była żoną aktora Włodzimierza Macherskiego (1892–1964). W 1928 zagrała na scenach dramatycznych w Warszawie (Teatr Polski, Narodowy, Mały, Letni), gdzie występowała do 1939 poza sezonem 1931/1932, gdy występowała na deskach teatru w Łodzi. W 1934 po raz pierwszy zagrała w filmie, było to Przebudzenie w reżyserii Aleksandra Forda.
W czasie II wojny światowej pracowała jako kelnerka w kawiarni „Sztuka” w Warszawie, potem w restauracji w Konstancinie.
W 1945 weszła w skład trupy aktorskiej w Teatrze Wojska Polskiego, wraz z którym od 1946 występowała w Teatrze Wojska Polskiego w Łodzi. W 1949 powróciła do Warszawy, otrzymała angaż w Teatrze Polskim, gdzie występowała aż do śmierci. Grała również w spektaklach Teatru Telewizji (1959–1964) oraz słuchowiskach Teatru Polskiego Radia (1950–1964). Poza grą aktorska wykładała w warszawskiej Państwowej Wyższej Szkole Teatralnej, a także wchodziła w skład Zarządu Głównego Stowarzyszenia Polskich Artystów Teatralnych i Filmowych z ramienia którego sprawowała pieczę nad Schroniskiem Artystów Weteranów Scen Polskich w Skolimowie.
Zmarła nagle 25 kwietnia 1964. Spoczywa razem z rodzicami na cmentarzu Powązkowskim (kwatera 77-3-23).

## Filmografia
- 1934: Przebudzenie – Płońska
- 1935: Miłość maturzystki – Płońska
- 1936: Papa się żeni – Stasiowa
- 1938: Sygnały – Paserka
- 1949: Za wami pójdą inni – znajoma Anny
- 1959: Awantura o Basię – pani Tańska, babcia Stanisławy Olszańskiej
- 1959: Miejsce na ziemi – kobieta w hali targowej
- 1963: Kryptonim Nektar – kioskarka hrabina Łęczycka, ciotka Dymka.

## Spektakle

### Teatralne (wybór)
- 1920 – Minister z Warszawy, Qui Pro Quo
- 1924 – Skandal na scenie, „Stańczyk”
- 1927 – Może tak, teatr „Karuzela”
- 1936 – Żołnierz królowej Madagaskaru, Teatr Letni
- 1937 – Król włóczęgów, Teatr Letni w Warszawie

### Telewizyjne (wybór)
- 1964 - Doktor Judym jako Czerniszowa
- 1963 - Panna bez posagu jako Ogudałowa
- 1962 - Krzyżówka jako Sąsiadka
- 1961 - Anna Karenina
- 1961 - Kraszewski w Warszawie
- 1960 - Czechow
- 1960 - Troja, miasto otwarte
- 1959 - Pigmalion
- 1958 - Głos mordercy
- 1958 - Kto z nas jest mordercą

## Ordery i odznaczenia
- Złoty Krzyż Zasługi (11 lipca 1955)[4]
- Medal 10-lecia Polski Ludowej (19 stycznia 1955)[5]